# زمین‌لرزه ۲۰۱۲ فیلیپین
زمین‌لرزه فیلیپین  در تاریخ ۶ فوریه ۲۰۱۲ میلادی، برابر با ‎۱۷ بهمن ۱۳۹۰، ساعت ۰۳:۴۹:۱۶٫۹ به زمان یوتی‌سی در فیلیپین ، منطقه نگرو شرقی رخ داد.ژرفای این زلزله ۲۰٫۰ کیلومتر بود. بزرگی آن ۶٫۷ در مقیاس mb بدست آمده‌است.
پروژهٔ جهانی تنسور گشتاور مرکزوار پارامتر زمان مرکزوار زمین‌لرزه را با اختلاف ۲٫۵ ثانیه نسبت به زمان رخداد اشاره شده در بالا و مختصات مرکزوار را در ۱۰°۰۲′شمالی ۱۲۳°۱۷′شرقی / ۱۰٫۰۳°شمالی ۱۲۳٫۲۸°شرقی محاسبه کرد و همچنین، ژرفا در ۱۲٫۰ کیلومتر ثابت شده‌است. در این محاسبات زاویه‌های (راستا، شیب، ریک) گسل سازندهٔ زمین‌لرزه و صفحه عمود بر آن برابر با (°۳۱، °۴۴، ° ۹۹) یا (°۱۹۹، °۴۷، ° ۸۱) حاصل شده‌است.